# 1854
| [ Edytuj tabelę ]              | |
| Król Polski (tytularny)        | - 1831 Mikołaj I Romanow 1855 |
| Emir Afganistanu               | - 1842 Dost Mohammad Chan 1863 |
| Współksiążęta Andory           | - 1853 Josep Caixal i Estradé 1879 - 1848 Karol Ludwik Napoleon Bonaparte 1870                                                               |
| Prezydent Argentyny            | - 1852 gen. Justo José de Urquiza 1860 |
| Cesarz Austrii                 | - 1848 Franciszek Józef I 1916 |
| Król Bawarii                   | - 1848 Maksymilian II 1864 |
| Król Belgów                    | - 1831 Leopold I 1865 |
| Premier Belgii                 | - 1852 Henri de Brouckère 1855 |
| Prezydent Boliwii              | - 1848 Manuel Isidoro Belzu 1855 |
| Cesarz Brazylii                | - 1831 Pedro II 1889 |
| Sułtan Brunei                  | - 1852 Abdul Momin 1885 |
| Prezydent Chile                | - 1851 Manuel Montt 1861 |
| Cesarz Chin                    | - 1850 Xianfeng 1861 |
| Król Czech                     | - 1848 Franciszek Józef I 1916 |
| Król Danii                     | - 1848 Fryderyk VII 1863 |
| Premier Danii                  | - 1853 Anders Sandø Ørsted 1854 - 1854 Peter Georg Bang 1856                                                                                 |
| Dalajlama                      | - 1838 Khedrub Gjaco 1856 |
| Prezydent Dominikany           | - 1854 Pedro Santana 1856 |
| Władca Egiptu                  | - 1849 Abbas I 1854 - 1854 Sa’id Pasza 1863                                                                                                  |
| Prezydent Ekwadoru             | - 1851 José María Urbina 1856 |
| Cesarz Francuzów               | - 1852 Napoleon III 1870 |
| Król Grecji                    | - 1831 Otton I 1862 |
| Prezydent Gwatemali            | - 1851 Rafael Carrera y Turcios 1865 |
| Cesarz Haiti                   | - 1849 Faustyn I 1859 |
| Król Hawajów                   | - 1824 Kamehameha III 1854 - 1854 Kamehameha IV 1863                                                                                         |
| Król Hiszpanii                 | - 1833 Izabela II 1868 |
| Król Holandii                  | - 1849 Wilhelm III 1890 |
| Premier Holandii               | - 1853 Floris Adriaan van Hall 1856 |
| Prezydent Hondurasu            | - 1852 José Trinidad Cabañas 1855 |
| Szach Iranu                    | - 1848 Naser ad-Din Szah 1896 |
| Państwo Wielkich Mogołów       | - 1837 Bahadur Szah II 1858 |
| Król Irlandii                  | - 1837 Wiktoria Hanowerska 1901 |
| Cesarz Japonii                 | - 1846 Kōmei 1866 |
| Kalif                          | - 1839 Abdülmecid I 1861 |
| Emir Kataru                    | - 1847 Muhammad ibn Sani 1878 |
| Prezydent Kolumbii             | - 1853 gen. José María Obando 1854 - 1854 gen. José María Melo 1854 - 1854 José de Obaldía 1855                                              |
| Patriarcha Konstantynopola     | - 1853 Antym VI 1855 |
| Prezydent Kostaryki            | - 1849 Juan Rafael Mora Porras 1859 |
| Emir Kuwejtu                   | - 1814 Dżabir I 1859 |
| Prezydent Liberii              | - 1848 Joseph Jenkins Roberts 1856 |
| Książę Liechtensteinu          | - 1836 Alojzy II 1858 |
| Wielki książę Luksemburga      | - 1849 Wilhelm III 1890 |
| Premier Luksemburga            | - 1853 Charles-Mathias Simons 1860 |
| Sułtan Maroka                  | - 1822 Abd ar-Rahman 1859 |
| Prezydent Meksyku              | - 1853 Antonio López de Santa Anna 1855 |
| Książę Monako                  | - 1841 Florestan I 1856 |
| Król Nawarry                   | - 1848 Napoleon I 1870 |
| Król Nepalu                    | - 1847 Surendra 1881 |
| Premier Nepalu                 | - 1846 Jang Bahadur Rana 1856 |
| Prezydent Nikaragui            | - 1854 Fruto Chamorro 1855 |
| Król Norwegii                  | - 1844 Oskar I 1859 |
| Sułtan Omanu                   | - 1807 Sa’id ibn Sultan 1856 |
| Papież                         | - 1846 Pius IX 1878 |
| Prezydent Paragwaju            | - 1844 Carlos Antonio López 1862 |
| Książę Parmy i Piacenzy        | - 1849 Karol III 1854 - 1854 Robert 1859 |
| Prezydent Peru                 | - 1851 José Rufino Echenique 1855 |
| Król Portugalii                | - 1853 Piotr V 1861 |
| Król Prus                      | - 1840 Fryderyk Wilhelm IV 1861 |
| Car Rosji                      | - 1825 Mikołaj I 1855 |
| Król Saksonii                  | - 1836 Fryderyk August II Wettyn 1854 - 1854 Jan Wettyn 1873                                                                                 |
| Prezydent Salwadoru            | - 1852 Francisco Dueñas 1854 - 1854 Vincente Gómez (p.o.) 1854 - 1854 José María San Martín 1856                                             |
| Kapitanowie Regenci San Marino | - 1853 Giambattista Braschi Francesco Valli 1854 - 1854 Girolamo Gozi Pietro Ugolini 1854 - 1854 Francesco Guidi Giangi Pietro Barbieri 1855 |
| Książę Serbii                  | - 1842 Aleksander Karadziordziewić 1858 |
| Król Sardynii                  | - 1849 Wiktor Emanuel II 1861 |
| Prezydent Szwajcarii           | - 1854 Friedrich Frey-Herosé 1854 |
| Król Szwecji                   | - 1844 Oskar I 1859 |
| Król Tajlandii                 | - 1851 Mongkut 1868 |
| Sułtan Turków                  | - 1839 Abdülmecid I 1861 |
| Prezydent Urugwaju             | - 1853 Venancio Flores 1854 - 1853 Fructuoso Rivera 1859 - 1854 Venancio Flores 1855                                                         |
| Prezydent USA                  | - 1853 Franklin Pierce 1857 |
| Prezydent Wenezueli            | - 1851 José Gregorio Monagas 1855 |
| Król Węgier                    | - 1848 Franciszek Józef I 1916 |
| Monarcha Wielkiej Brytanii     | - 1837 Wiktoria 1901 |
| Premier Wielkiej Brytanii      | - 1852 George Hamilton-Gordon 1855 |
| Cesarz Wietnamu                | - 1847 Tự Đức 1883 |

Rok 1854 / MDCCCLIV
stulecia: XVIII wiek ~
XIX wiek ~
XX wiek

dziesięciolecia:
1820–1829 •
1830–1839 •
1840–1849 •
1850–1859
• 1860–1869
• 1870–1879
• 1880–1889

lata: 1844 «
1849 «
1850 «
1851 «
1852 «
1853 «
1854
» 1855
» 1856
» 1857
» 1858
» 1859
» 1864

## Wydarzenia w Polsce
- Powstanie zakładów Lilpopa w Warszawie oraz fabryki Scheiblera w Łodzi.
- Prapremiera Halki w Wilnie.
- U zbiegu dzisiejszych ulic Kościuszki i Węgierskiej w Gorlicach zapłonęła po raz pierwszy na świecie uliczna lampa naftowa[1].
- Powstanie pierwszej w świecie kopalni ropy naftowej, z inicjatywy Ignacego Łukasiewicza, w Bóbrce k. Krosna.
- Po raz pierwszy w tłumaczeniu na język polski ukazało się dzieło Mikołaja Kopernika De revolutionibus (tłumaczenie Jana Baranowskiego).

## Wydarzenia na świecie
- 4 stycznia – William McDonald odkrył Wyspy McDonalda na południowym Oceanie Indyjskim.
- 14 lutego – amerykański stan Teksas został połączony linią telegraficzną z resztą kraju.
- 17 lutego – proklamowano niepodległość Wolnego Państwa Orania.
- 25 lutego – Sacramento zostało stolicą Kalifornii.
- 28 lutego – została założona Partia Republikańska (Stany Zjednoczone).
- 12 marca – wojna krymska: Francja i Wielka Brytania zawarły sojusz antyrosyjski z Turcją.
- 24 marca – w Wenezueli zniesiono niewolnictwo.
- 26 marca – książę Parmy Karol III został podczas wieczornego spaceru pchnięty nożem przez nieznanego napastnika, w wyniku czego zmarł następnego dnia.
- 27 marca – Wielka Brytania wypowiedziała wojnę Rosji.
- 31 marca – Japonia: pomiędzy siogunatem a USA podpisano Traktat z Kanagawy (otwarcie dla cudzoziemców portów: Shimoda i Hakodate).
- 16 kwietnia – trzęsienie ziemi zniszczyło San Salvador, stolicę Salwadoru.
- 24 kwietnia – w Wiedniu odbył się ślub cesarza Franciszka Józefa I z Elżbietą Bawarską.
- 30 kwietnia:
  - Fruto Chamorro został pierwszym prezydentem Nikaragui
  - uruchomiono pierwszą linię kolejową w Brazylii.
- 6 maja – po fiasku swej opery La Traviata Giuseppe Verdi wystawił w weneckim Teatro San Benedetto jej nieznacznie zmienioną wersję pod nowym tytułem Violetta, tym razem odnosząc sukces.
- 30 maja – utworzono terytoria Kansas i Nebraski.
- 11 czerwca – wykonano po raz pierwszy publicznie niemiecką pieśń patriotyczną Die Wacht am Rhein (Straż na Renie) ze słowami Maxa Schneckenburgera i muzyką Karla Wilhelma.
- 16 czerwca – wojna krymska: zwycięstwo wojsk rosyjskich w bitwie nad rzeką Czoroch.
- 27 czerwca – kanadyjski lekarz i geolog Abraham Gesner uzyskał amerykański patent na naftę wytwarzaną z węgla pod nazwą handlową Kerosene.
- 5 lipca – w wyniku pożaru muzeum w Filadelfii uległ zniszczeniu tzw. Mechaniczny Turek, czyli XVIII-wieczna mistyfikacja, maszyna grająca w szachy, której autorem był Wolfgang von Kempelen.
- 13 lipca – Niemcy: zakazano wszelkich stowarzyszeń robotniczych lub komunistycznych.
- 17 lipca – Austria: uruchomiono pierwszą na świecie linię kolejową przebiegająca przez tereny górskie.
- 19 sierpnia – w okolicach Fort Laramie (Nebraska) Siuksowie dokonali masakry 30-osobowego oddziału amerykańskich żołnierzy i tłumacza.
- 28 sierpnia – wojna krymska: wojska brytyjsko-francuskie rozpoczęły oblężenie Pietropawłowska na Kamczatce.
- 7 września – wojna krymska: zakończyło się nieudane brytyjsko-francuskie oblężenie Pietropawłowska.
- 20 września – wojna krymska: klęska wojsk rosyjskich nad rzeką Almą.
- 27 września – po kolizji z francuskim statkiem SS „Vesta”, u wybrzeży Nowej Fundlandii zatonął brytyjski SS „Arctic”. Zginęło ponad 300 osób.
- 6 października – 53 osoby zginęły, a setki zostały rannych wskutek serii pożarów i eksplozji w miastach Newcastle upon Tyne i Gateshead, leżących naprzeciw siebie nad rzeką Tyne.
- 17 października – wojna krymska: rozpoczęło się oblężenie Sewastopola.
- 25 października – wojna krymska: bitwa pod Bałakławą między wojskami brytyjskimi i rosyjskimi (szarża lekkiej brygady).
- 5 listopada – wojna krymska: zwycięstwo wojsk brytyjsko-francuskich w bitwie pod Inkermanem.
- 8 grudnia – Pius IX ogłosił dogmat o niepokalanym poczęciu Maryi.
- W Kanadzie oficjalnie zlikwidowano system senioralny.

## Urodzili się
- 16 stycznia – Juliusz Karol Ostrowski, polski hrabia, prawnik, historyk, działacz katolicki, kolekcjoner obrazów (zm. 1917)
- 15 lutego – Stanisław Zdzitowiecki, polski duchowny katolicki, biskup kujawsko-kaliski (zm. 1927)
- 19 lutego – Aleksandra Trapszo, polska aktorka i śpiewaczka (zm. 1909)
- 22 lutego – John Horace Round, brytyjski historyk i genealog (zm. 1928)
- 24 lutego – James Henderson Kyle, amerykański pastor, polityk, senator ze stanu Dakota Południowa (zm. 1901)
- 5 marca – Ruth Belville, brytyjska przedsiębiorczyni (zm. 1943)
- 14 marca – Paul Ehrlich, niemiecki chemik i bakteriolog, laureat Nagrody Nobla w dziedzinie medycyny (zm. 1915)
- 15 marca – Emil Adolf von Behring, bakteriolog niemiecki, uważany za twórcę immunologii, laureat Nagrody Nobla (zm. 1917)
- 20 marca - Amalia Kasprowicz, polska aktorka, śpiewaczka operowa (zm. 1938)
- 27 marca:
  - Władysław Kulczyński senior, polski zoolog, arachnolog, taternik (zm. 1919)
  - Edgar Tinel, belgijski kompozytor, pianista i pedagog (zm. 1912)
- 13 kwietnia – Anna Tomaszewicz-Dobrska, polska lekarka chorób kobiecych i pediatra (zm. 1918)
- 22 kwietnia – Dionysius Schüler, niemiecki arcybiskup, generał franciszkanów (zm. 1926)
- 29 kwietnia – Henri Poincaré, francuski matematyk, fizyk, astronom, filozof, twórca topologii algebraicznej (zm. 1912)
- 15 czerwca – Modest Maryański, polski podróżnik, inżynier górnik, założyciel i właściciel kopalń w Ameryce i Australii (zm. 1914)
- 20 czerwca – Jan Zawiejski, polski architekt, przedstawiciel historyzmu (zm. 1922)
- 3 lipca:
  - Leoš Janáček, czeski kompozytor (zm. 1928)
  - Heliodor Święcicki, polski lekarz, pierwszy rektor Wszechnicy Piastowskiej (późniejszy Uniwersytet im. Adama Mickiewicza) (zm. 1923)
- 5 lipca – Giuseppe Sacconi, włoski architekt (zm. 1905)
- 11 lipca – Józefa od św. Jana Bożego Ruano García, hiszpańska zakonnica, męczennica, błogosławiona katolicka (zm. 1936)
- 12 lipca – George Eastman, amerykański przedsiębiorca współzałożyciel przedsiębiorstwa Eastman Kodak (zm. 1932)
- 14 lipca – Jacek Malczewski, polski malarz, jeden z głównych przedstawicieli symbolizmu przełomu XIX i XX wieku (zm. 1929)
- 24 lipca – Ernst Holtz, niemiecki prawnik, landrat powiatu katowickiego, prezydent rejencji opolskiej (zm. 1935)[2]
- 26 lipca – Anna Neumanowa, polska poetka i eseistka (zm. 1918)
- 13 września – Napoleon Cybulski, polski fizjolog, odkrywca adrenaliny (zm. 1919)
- 11 października - Adela Zamudio, boliwijska poetka, pisarka (zm. 1928)
- 12 października – August Witkowski, polski fizyk, rektor Uniwersytetu Jagiellońskiego (zm. 1913)
- 16 października – Oscar Wilde, angielski poeta, prozaik, dramatopisarz i filolog klasyczny irlandzkiego pochodzenia (zm. 1900)
- 20 października – Arthur Rimbaud, francuski poeta (zm. 1891)
- 8 listopada – Johannes Rydberg, fizyk szwedzki (zm. 1919)
- 13 listopada – Michał Febres Cordero y Muñoz, ekwadorski lasalianin, święty katolicki (zm. 1910)
- 8 grudnia – Anna Bilińska-Bohdanowiczowa, polska malarka (zm. 1893)
- 9 grudnia – Pekka Hannikainen, fiński kompozytor i dyrygent (zm. 1924)
- data dzienna nieznana: 
  - Jan Głogowski, polski lekarz, działacz endecki i oświatowy (zm. 1910)
  - Szymon Tatar (młodszy), góral, przewodnik tatrzański i ratownik górski (zm. 1917)

## Zmarli
- 11 lutego – Piotr Steinkeller, polski przedsiębiorca (ur. 1799)
- 3 marca – Giovanni Battista Rubini, włoski tenor (ur. 1794)
- 27 marca – Karol III Parmeński, książę Parmy (ur. 1823)
- 2 maja – Józef Nguyễn Văn Lựu, wietnamski męczennik, święty katolicki (ur. ok. 1790)
- 6 lipca – Georg Ohm, niemiecki matematyk, twórca prawa opisującego związek pomiędzy natężeniem prądu elektrycznego a napięciem elektrycznym (ur. 1789)
- 24 lipca – Modestino, włoski franciszkanin, błogosławiony katolicki (ur. 1802)
- 20 sierpnia – Friedrich Wilhelm Joseph von Schelling, niemiecki filozof (ur. 1775)
- 25 sierpnia – Claude François Lallemand, francuski lekarz (ur. 1790)
- 28 sierpnia – Joachima De Vedruna, hiszpańska zakonnica, założycilka karmelitanek miłosierdzia, święta katolicka (ur. 1783)
- 30 września – Józef Chłopicki, generał, uczestnik między innymi insurekcji kościuszkowskiej, wojen napoleońskich i powstania listopadowego (ur. 1771)
- 2 października – Emilia de Villeneuve, francuska zakonnica, założycielka Sióstr od NMP Niepokalanego Poczęcia, święta katolicka (ur. 1811)
- 21 października – Maria Wirtemberska właśc. Maria Anna z Czartoryskich, polska arystokratka, powieściopisarka, komediopisarka, poetka i filantropka (ur. 1768)
- 9 listopada – Elizabeth Schuyler Hamilton, współzałożycielka i wicedyrektor pierwszego prywatnego sierocińca w Nowym Jorku, żona Alexandra Hamiltona (ur. 1757)
- 3 grudnia – Jan Klemens Minasowicz, polski malarz, grafik, kolekcjoner i antykwariusz (ur. 1797)

## Święta ruchome
- Tłusty czwartek: 23 lutego
- Ostatki: 28 lutego
- Popielec: 1 marca
- Niedziela Palmowa: 9 kwietnia
- Wielki Czwartek: 13 kwietnia
- Wielki Piątek: 14 kwietnia
- Wielka Sobota: 15 kwietnia
- Wielkanoc: 16 kwietnia
- Poniedziałek Wielkanocny: 17 kwietnia
- Wniebowstąpienie Pańskie: 25 maja
- Zesłanie Ducha Świętego: 4 czerwca
- Boże Ciało: 15 czerwca